# Ismail Omar Guelleh
Ismail Omar Guelleh (arabul: إسماعيل عمر جليه) (Dire Dawa, 1947. november 27. –) dzsibuti politikus, 1999 óta az ország elnöke.
Guelleh-t először 1999-ben választották elnöknek nagybátyja, Hassan Gouled Aptidon utódjaként, aki 1977 óta irányította Dzsibutit. Guelleh-t ezután még 2005-ben, 2011-ben, 2016-ban és 2021-ben is újraválasztották, ám a nemzetközi megfigyelők szerint a választásokon számtalan szabálytalanság fordult elő.